# Earl of Seafield

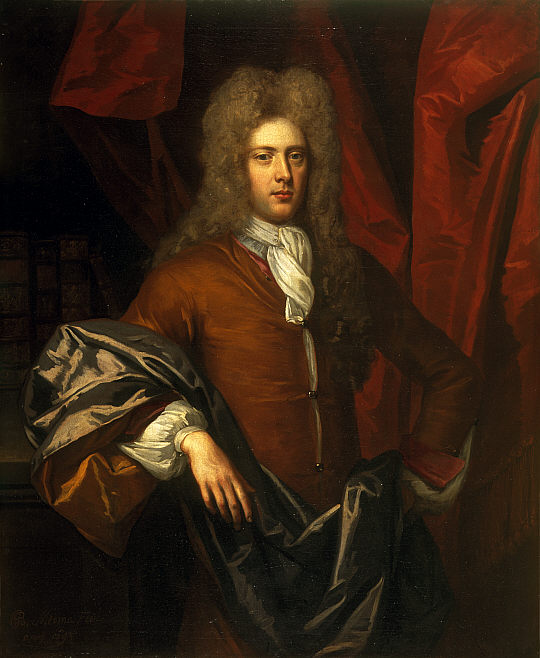
James Ogilvy, 4. Earl of Findlater und 1. Earl of Seafield

Earl of Seafield ist ein erblicher britischer Adelstitel in der Peerage of Scotland.
Der jeweilige Earl ist das Oberhaupt eines Zweiges des Clans Ogilvy. Familiensitz der Earls ist Cullen House (auch Old Cullen) in Cullen bei Buckie in Moray (historisch in Banffshire).

## Verleihung
Der Titel wurde am 24. Juni 1701 für James Ogilvy, 1. Viscount Seafield geschaffen. Dieser war Minister und Lordsiegelbewahrer des Königreichs Schottland. Später wurde er schottischer Lordkanzler.
Der Titel wurde mit einer besonderen Nachfolgeklausel verliehen, wonach dann, wenn der jeweilige Earl keinen Sohn hat, die Würde auf die älteste Tochter übergeht.

## Nachgeordnete Titel
Der erste Earl war bereits 1698 zum Lord Ogilvy of Cullen und Viscount of Seafield erhoben worden. 1701 wurden ihm gleichzeitig mit der Earlswürde die Titel Lord Ogilvy of Deskford and Cullen und Viscount of Reidhaven verliehen. Sämtliche Titel gehören zur Peerage of Scotland und sind mit derselben besonderen Nachfolgeklausel wie die Earldom versehen. Diese Titel werden als nachgeordnete Titel vom jeweiligen Earl geführt.
Der jeweilige Titelerbe führt den Höflichkeitstitel Viscount (of) Reidhaven.

## Weitere Titel
Ein Vorfahr des ersten Earls war bereits 1616 zum Lord Ogilvy of Deskford erhoben worden. Dessen Sohn, ein Urgroßvater des ersten Earls of Seafield, wurde 1638 zum Earl of Findlater ernannt. Diese Titel konnten nur in männlicher Linie vererbt werden und erloschen 1811 mit dem Tode des vierten Earls of Seafield (bzw. siebten Earls of Findlater).
1641 wurde der Titel eines Earl of Findlater nochmals an den Earl verliehen, nunmehr jedoch mit einer besonderen Nachfolgeklausel, wonach die Würde bei Aussterben des Mannesstammes auch an die Tochter des Earls und ihren Ehemann vererbt werden konnte, was dann auch geschah. Auch dieser Titel erlosch 1811.
Der fünfte Earl of Seafield, ein Abkömmling einer Tochter des ersten Earls, hatte über seinen Vater bereits den Titel eines Baronets, of Colquhoun in the County of Dumbarton, geerbt. Dieser war 1625 geschaffen und 1704 mit einer besonderen Nachfolgeklausel im Bezug auf den Schwiegersohn erneuert worden und gehört zur Baronetage of Nova Scotia. Diese Würde fiel 1915, als der elfte Earl an einer Verwundung starb, die er im Ersten Weltkrieg erlitten hatte, an einen anderen Verwandten, da sie nur in männlicher Linie vererbt werden kann.
Der siebte Earl wurde am 14. August 1858 zum Baron Strathspey, of Strathspey in the Counties of Inverness and Moray, ernannt. Mit diesem Titel war, anders als mit den schottischen Titeln, ein automatischer Sitz im House of Lords verbunden, da er zur Peerage of the United Kingdom gehörte. Er erlosch 1884, als der achte Earl ohne männlichen Abkömmling starb. Wenige Monate später wurde die Baronie dann für den neunten Earl erneuert. 1915 fiel dieser Titel dann allerdings zusammen mit der Baronetcy an den entfernteren Verwandten, da der elfte Earl zwar eine Tochter jedoch keinen Sohn hatte.

## Liste der Lords Ogilvy of Deskford, Earls of Findlater und Earls of Seafield

### Lords Ogilvy of Deskford (1616)

Wappen des Earl of Findlater

- Walter Ogilvy, 1. Lord Ogilvy of Deskford († 1626)
- James Ogilvy, 2. Lord Ogilvy of Deskford († 1653) (1638 zum Earl of Findlater erhoben)

### Earls of Findlater (1638/1641)
- James Ogilvy, 1. Earl of Findlater († 1653)
- Patrick Ogilvy, 2. Earl of Findlater († 1658)
- James Ogilvy, 3. Earl of Findlater († 1711)
- James Ogilvy, 4. Earl of Findlater (1663–1730) (1701 zum Earl of Seafield erhoben)

### Earls of Findlater (1638/1641) und Seafield (1701)
- James Ogilvy, 4. Earl of Findlater, 1. Earl of Seafield (1663–1730)
- James Ogilvy, 5. Earl of Findlater, 2. Earl of Seafield († 1764)
- James Ogilvy, 6. Earl of Findlater, 3. Earl of Seafield († 1770)
- James Ogilvy, 7. Earl of Findlater, 4. Earl of Seafield (1750–1811) (Earldom of Findlater erloschen)

### Earls of Seafield (1701)

Wappen des Earl of Seafield

- Lewis Alexander Grant-Ogilvy, 5. Earl of Seafield (1767–1840)
- Francis William Ogilvy-Grant, 6. Earl of Seafield (1778–1853)
- John Charles Ogilvy-Grant, 7. Earl of Seafield (1815–1881)
- Ian Charles Ogilvy-Grant, 8. Earl of Seafield (1851–1884)
- James Ogilvy-Grant, 9. Earl of Seafield (1817–1888)
- Francis William Ogilvy-Grant, 10. Earl of Seafield (1847–1888)
- James Ogilvie-Grant, 11. Earl of Seafield (1876–1915)
- Nina Caroline Studley-Herbert, 12. Countess of Seafield (1906–1969)
- Ian Derek Francis Ogilvie-Grant, 13. Earl of Seafield (* 1939)

Titelerbe ist der Sohn des jetzigen Earls, James Andrew Studley, Viscount Reidhaven (* 1963).